# Gabrielle Lazure
Pour les articles homonymes, voir Lazure.
Gabrielle Lazure est une actrice canadienne (québécoise), née le 28 avril 1957 à Philadelphie aux États-Unis.

## Biographie
Elle est la fille de Denis Lazure, psychiatre et homme politique québécois.
Née à Philadelphie en avril 1957, Gabrielle Lazure grandit à Montréal. En 1978, alors qu’elle est étudiante en psychologie, Gabrielle s’installe à Paris et devient comédienne. Elle débute au cinéma avec Alain Robbe-Grillet dans La Belle Captive. Elle enchaîne avec Le Prix du danger d'Yves Boisset, Sarah de Maurice Dugowson et La Crime de Philippe Labro. On la retrouve ensuite aux côtés de Daniel Auteuil dans Les Fauves de Jean-Louis Daniel puis de Philippe Noiret dans Souvenirs, Souvenirs d'Ariel Zeitoun et Marie Trintignant dans Noyade interdite de Pierre Granier-Deferre.
Elle est aussi auteur et interprète de chansons pour le film Last Song de Dennis Berry et en 1989 enregistre un album intimiste Out of the Blue, suivi d’une tournée de concerts. En 1996, elle écrit et réalise le court-métrage Regarde-moi, interprété par Nathalie Cardone et Carlos Lopez.
Dans les années 2000, elle est à l’affiche de grandes productions comme La Bande du drugstore de François Armanet, Le Pharmacien de garde de Jean Veber, Les Rivières pourpres 2 d'Olivier Dahan, Agents secrets de Frédéric Schoendoerffer et Un heureux événement de Rémi Bezançon.
Elle tourne aussi au Canada dans Joshua Then and Now de Ted Kotcheff avec James Woods, The Passenger de François Rotger, Grande Ourse de Patrice Sauvé et aux États-Unis dans Sin's Kitchen de Fabien Pruvot, Down the Shore de Harold Guskin et Arbitrage de Nicholas Jarecki avec Richard Gere.
Parallèlement, elle monte sur les planches avec Autant en emporte le vent, mis en scène par Daniel Benoin, Les Monologues du vagin d'Ève Ensler, Copier/coller de Jean-Marie Chevret et en 2011 Frère du Bled de Christophe Botti mis en scène par Thierry Harcourt.
Elle est une des deux interprètes principales de Passer l'hiver, premier long métrage d'Aurélia Barbet d’après une nouvelle de Olivier Adam sorti en salles en 2014. Elle joue également dans le premier long-métrage d'Éric Hannezo, Enragés avec Lambert Wilson et Virginie Ledoyen, sorti en France en septembre 2015. Elle est à l’affiche du film du russo-ukrainien Igor Minaev  La Robe bleue, en octobre 2016. Elle prépare ensuite un spectacle Seule en Scène d’inspiration autobiographique, Majorette qu’elle a co-écrit avec l'auteur/réalisateur Steve Catieau, et est l’actrice principale du court-métrage de Steve, Marie Madeleine. Elle publie également en 2018 un récit auto-biographique : Maman... cet océan entre nous.
En novembre 2018, elle est présidente du jury du Festival du cinéma russe à Honfleur.

## Filmographie

### Cinéma
- 1981 : Rosa, chaste et pure de Salvatore Samperi
- 1982 : Enigma de Jeannot Szwarc
- 1983 : Le Prix du danger d'Yves Boisset
- 1983 : La Belle Captive d’Alain Robbe-Grillet
- 1983 : Sarah de Maurice Dugowson
- 1983 : La Crime de Philippe Labro
- 1984 : Les Fauves de Jean-Louis Daniel
- 1984 : Rebelote de Jacques Richard
- 1984 : Souvenirs, Souvenirs d'Ariel Zeitoun
- 1985 : Le hasard mène le jeu de Pierre Chenal (court-métrage)
- 1985 : Joshua Then and Now de Ted Kotcheff
- 1986 : Cinématon #747 de Gérard Courant
- 1987 : Noyade interdite de Pierre Granier-Deferre
- 1987 : Last Song de Dennis Berry
- 1988 : Honor Bound (en) de Jeannot Szwarc
- 1989 : La Révolution française de Robert Enrico et Richard T. Heffron (rôle de la Princesse de Lamballe)
- 1990 : Le Provincial de Christian Gion
- 1991 : Mémoires de Eric Summer
- 1991 : Rossignol de mes amours de Christian Merret-Palmair
- 1993 : Woyzeck de Guy Marignane
- 1995 : Alice de Simon Brook
- 1996 : En panne de Olivier Soler
- 2001 :  Fils de zup de Gilles Romera
- 2001 : Home Sweet Home de Heidi Drapper
- 2002 : La Bande du drugstore de François Armanet
- 2003 : Il fuggiasco de Andrea Manni
- 2003 : Le Pharmacien de garde de Jean Veber
- 2004 :  Les Rivières pourpres 2 d'Olivier Dahan
- 2004 : Agents secrets de Frédéric Schoendoerffer
- 2005 : The Passenger de François Rotger
- 2005 : Sentence finale de Franck Allera (court-métrage)
- 2006 : C'est beau une ville la nuit de Richard Bohringer
- 2007 : Ma place au soleil de Eric de Montalier
- 2009 : Grande ourse - La clé des possibles de Patrice Sauvé
- 2009 : Ma vie sans moi de Charlotte Joulia
- 2011 : Un heureux événement de Rémi Bezançon
- 2012 : Arbitrage de Nicholas Jarecki
- 2014 : Passer l'hiver d'Aurélia Barbet
- 2014 : Toi Femmes de Micheline Abergel et Josselin Mahot (court-métrage)
- 2015 : (En)Vie de Maud Forget (court-métrage)
- 2015 : Enragés d'Éric Hannezo
- 2015 : Malgré la nuit de Philippe Grandrieux
- 2015 :  Marie madeleine de Steve Catieau (court-métrage)
- 2016 : Are You Happy de Paolo Cedolin Petrini (court-métrage)
- 2019 : Une manière de vivre de Micheline Lanctôt
- 2023 : Les Vengeances de Maître Poutifard de Pierre-François Martin-Laval

#### En tant que réalisatrice, scénariste, productrice
- 1996 : Regarde-moi (court métrage)
- 2020 : Rendez-vous (court métrage)

### Télévision
- 1981 : Arcole ou la Terre promise de Marcel Moussy (mini-série) : Merle Saint-John
- 1982 : Ce fut un bel été de Jean Chapot (téléfilm) : Anne
- 1983 : Le Jardinier récalcitrant de Maurice Failevic  (téléfilm) : Joan Hopkins
- 1988 : Les Tisserands du pouvoir de Claude Fournier  (mini-série) : Simone Fontaine
- 1988 : Série noire de Roger Gillioz, épisode Le Funiculaire des anges (série télévisée) : Mara
- 1990 : De mémoire de rose d'Yves Amoureux  (téléfilm) : Thérèse
- 1991 : L'Étrange rançon (The Final Heist) de George Mihalka (téléfilm) : Gabrielle Delon
- 1991 : Femme de voyou de Georges Birtchansky  (téléfilm) : Laurence
- 1992 : Coup de foudre, épisode Grand, beau et brun d'Edouard Molinaro (série télévisée)
- 1995 : Les Louves de Jean-Marc Seban (téléfilm) : Jeanne
- 1996 : Cap danger (Lifeline) de Fred Gerber (téléfilm) : Molloy
- 1997 : Mission protection rapprochée, épisode 1 Les Amazones de Nicolas Ribowski (série télévisée) : Sophie Savard
- 1998 : Séjour en enfer (Nightworld: 30 Years to Life) de Michael Tuchner (téléfilm) : Kate
- 1999-2005 : Manatea, les perles du Pacifique de Bernard Dubois, Laurence Katrian (série télévisée) : Claire
- 2002-2004: Le Grand Patron de Claudio Tonetti, 6 épisodes (série télévisée) : Sophie Jansen
- 2003 : Central Nuit de Pascale Dallet, Franck Vestiel, épisode Le Dessous des quartiers chics (série télévisée) : la mère de Guillaume
- 2004 : Commissaire Valence de Fabien Pruvot, épisode L'Amour d'un flic de Patrick Grandperret (série télévisée) : Madame Parker
- Sin's Kitchen
- 2004 : L'amour d'un flic, série de Patrick Grandperret
- 2006 : Sable Noir, épisode Fotografik de Xavier Gens (série télévisée) : Anna Charpentier
- 2006 : Alice Nevers, le juge est une femme, épisode Des goûts et des couleurs de Joyce Bunuel (série télévisée) : Joëlle Marlet
- 2011 : Section de recherches, épisode Dernier acte : la femme de Solal d'Eric Le Roux (série télévisée) : Christine Makenzie
- 2011 : Empreintes criminelles, épisode L'Affaire Lefranc de Christian Bonnet (série télévisée) ; Charlotte Sinclair
- 2011 : Scènes de ménages, saison 3, épisode 14 de Varante Soudjian et Francis Duquet (série télévisée) : représentante en maison de retraite
- 2011 : Wilde Wellen - Nichts bleibt verborgen, 2 épisodes (série télévisée) : Florence LaRue
- 2012 : La Baie d'Alger de Merzak Allouache (téléfilm) : Anne-Marie
- 2012 : Victoire Bonnot, épisode Partir de Vincent Giovanni (série télévisée) : Claudine Maher
- 2013 : Camping Paradis, saison 4, épisode 3 Fashion-week au camping d'Eric Duret (série télévisée) : Béatrice, la maman d'Amandine
- 2016 : Le Bureau des légendes, saison 2, épisode 6 d'Elie Wajeman (série télévisée) : Elizabeth, officier DGSI
- 2018 : Versailles, saison 3, épisode 4 Crime and Punishment de Richard Clark (série télévisée) : la mère supérieure
- 2018-2024 : Un si grand soleil (série télévisée) : Marie Estrela
- 2020 : Disparition inquiétante, épisode 2 Instincts maternels d'Arnauld Mercadier (mini-série télévisée) : Eve Dassault
- 2021 : Le Serpent, épisode 7 de Hans Herbots (mini-série télévisée) : Madame Parry
- 2021 : Jugée coupable de Grégory Ecale (mini-série télévisée) : Mireille Jouve
- 2024 : Cristobal Balenciaga (mini-série télévisée) : Carmel Snow
- 2024 : Beyond Black Beauty (série télévisée) : Diane
- 2024 : Le Monde magique de Jérôme Commandeur, épisode 2 (série télévisée)

## Théâtre
- 1983 : Autant en emporte le vent, d'après le roman de Margaret Mitchell, mise en scène Daniel Benoin, Théâtre Marigny, Paris
- 2004 : Copié/Collé de Jean-Marie Chevret, mise en scène Jean-Pierre Dravel et Olivier Macé, Théâtre Michel, Paris
- 2011 : Frères du Bled de Christophe Botti, mise en scène Thierry Harcourt, Vingtième Théâtre, Paris
- 2019 : Psycho Mother de Gabrielle Lazure et Steve Catieau, librement inspiré de sa vie et de son récit Maman....cet océan entre nous, Théâtre La Flèche, Paris

## Musique
- 1990 : Out of the Blue
- 2015 : Tu les aimes toutes... sauf moi (Steve Catieau/ Léonard Lasry)

## Publications
- 2018 : Maman, cet océan entre nous, Éditions de l'Archipel, récit
- 2024 : A la recherche du plaisir perdu, Éditions Héloïse d'Ormesson, roman